# Dominique Le Vert
Dominique Le Vert (né le 10 décembre 1936 à Rabat et mort le 10 décembre 1998 à Paris) est un haut fonctionnaire français.

## Biographie
Élève de l'ENA, Dominique Le Vert est directeur de cabinet de Simone Veil au ministère de la Santé de 1974 à 1979.
Maître des requêtes au Conseil d'État, il est nommé préfet de l'Indre en 1979, puis il devient préfet de la Vendée en 1981. Il conserve la préfecture de Vendée jusqu'en 1983.
Il est Directeur général de l'administration et de la fonction publique de 1986 à 1989.
Il redevient directeur de cabinet de Simone Veil, de 1993 à 1995, lorsque celle-ci obtient le ministère des Affaires sociales. Il fut l'un des artisans de la Réforme Balladur des retraites de 1993.
Après avoir été nommé à la présidence de la Commission sur les régimes spéciaux de retraite, il est président de la section des Travaux publics au Conseil d'État de 1995 à 1998, en remplacement de Nicole Questiaux.
Il est nommé président du Conseil d'administration de l'Institut géographique national en 1997.

## Filmographie
- La Loi (2014), téléfilm de Christian Faure, joué par Lorànt Deutsch

## Publications
- « Groupe de pilotage du rapprochement de l'ENA et de l'IIAP », 2001
- « L'administration de l'État », 1986
- « Les collectivites territoriales », 1986
- « La sécurité civile », 1983
- « L'Accueil des étrangers en France », 1963
- « L'agriculture des Deux-Sèvres devant le Marché Commun : mémoire de stage (ENA : promotion Albert Camus), préfecture des Deux-Sèvres », 1960
- « La lutte contre la récession aux États-Unis en 1953-1954 », 1957

## Récompenses et distinctions

### Décorations
- Officier de la Légion d'honneur
  -  Chevalier de la Légion d'honneur, le 31 décembre 1986 .
- Commandeur de l'ordre national du Mérite